# Jakob Mennel

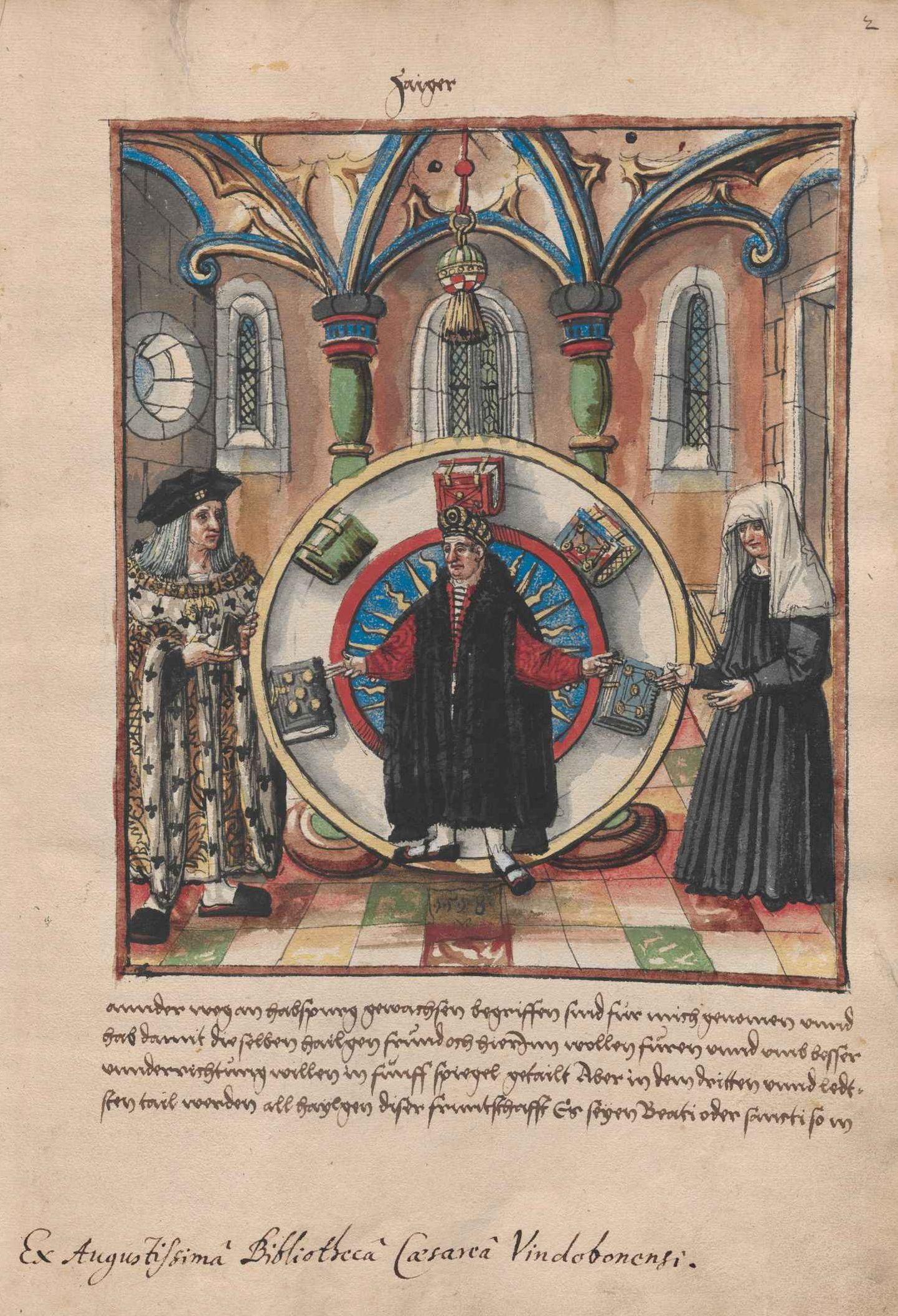
Jakob Mennel überreicht seine Schrift „Die Fürstliche Chronickh“ an König Maximilian I. und vermutlich dessen Tochter Margarethe. Miniatur des sogenannten Mennel-Meisters im „Zeiger“, Freiburg 1518 (Wien, Österreichische Nationalbibliothek, Cod. 7892, Bl. 2r).

Jakob Mennel, latinisiert auch Manlius (* um 1460 in Bregenz; † vor dem 9. Januar 1525 in Freiburg), war ein österreichischer Jurist,  Hofgeschichtsschreiber Maximilians I. und Genealoge.

## Leben und Werk
Jakob Mennel war Sohn der als Wahrsagerin und Hexe beschuldigten Dorothea Mennel und des Bregenzer Bürgers Jos Mennel. 1477 begann er an der neu gegründeten Universität Tübingen zu studieren und wurde dort 1481 Baccalaureus artium und 1484 Magister artium. In Freiburg im Breisgau nahm er das Studium der Rechte auf und wurde Doktor beider Rechte. 1496 wurde er Stadtschreiber in Freiburg, 1500 Kanzler der Johanniter in Heitersheim. 1505 ernannte Maximilian ihn zum kaiserlichen Rat.
Als sein Hauptwerk gilt die Maximilian 1518 übergebene „Fürstliche Chronik“, die Cronica Hapsburgensis nuper rigmatice. Eine auf genealogischer Grundlage erarbeitete Geschichte des Hauses Habsburg in Reimform. Darin wurde über den Grafen Ottbert eine Abstammung des Hauses Habsburg von den Merowingern konstruiert.
Mennel verfasste auch eine gereimte Anleitung zum Schachspiel (Schachzabel Spiel), die auf dem Werk des Konrad von Ammenhausen beruht und unter anderem 1520 in Oppenheim gedruckt wurde.